# San José de La Majada
San José de La Majada UCAFES-Kooperative (Sociedad Cooperativa de Cafetaleros de San José La Majada de R.L.) ist eine der größten und bekannten Kaffeeplantagen im Departamento Sonsonate in El Salvador. 
Die Kooperative liegt im Südwesten von El Salvador, in den Bergen der Region Sonsonate. Die Anbauhöhe liegt zwischen 1400 und 1700 Meter über Meeresspiegel. Bereits 1966 wurde die Kooperative gegründet. Es werden die Kaffeesorten Bourbon und Pacas, Varietät der Arabicabohne auf nachhaltige Weise im Schatten von beheimateten Bäumen produziert. An der UCAFES-Kooperative sind rund 600 Bauern beteiligt, wovon mehr als 85 % kleinbäuerliche Betriebe sind, im Gegensatz zu den Agrarreform-Kooperativen die aus einzelnen Betrieben bestehen. 
Der Kaffee wird von Hand geerntet, gewaschen, getrocknet und in der eigenen Mühle verarbeitet. Die in der Sonne auf traditionelle Weise getrockneten Kaffeebohnen werden nach der Trocknung in hölzernen Silos bis zum Transport zwischengelagert. Der Abtransport erfolgt danach in den üblichen 60 Kilo Säcken. Rund 35 % des Exportes der Kooperative geht an die amerikanische  Starbucks Corporation, die auch rund 150 Filialen in Deutschland betreibt. 
Auf Grund der besonders nachhaltigen und umweltschonenden Anbaumethode unter Schattenbäumen wurde die Kooperative von der internationalen Umweltschutzorganisation Rain Forest Alliance zertifiziert.